# Peròxid de metil-etil-cetona
El peròxid de metil etil cetona (MEKP) és un peròxid orgànic, pot explotar de forma similar al peròxid d'acetona. MEKP és un líquid greix incolor mentre que el peròxid d'acetona és una pols blanca en  STP; MEKP és una mica menys sensible als xocs i a la temperatura i és més estable a l'emmagatzematge. Depenent de les condicions experimentals, es coneixen diversos adductes diferents de metiletil cetona i peròxid d'hidrogen. El primer que es va informar va ser un dímer cíclic, C₈H16O₄, el 1906. Estudis posteriors van trobar que un dímer lineal és el més prevalent en la barreja de productes que s'obtenen normalment, i aquesta és la forma que se sol citar en el material disponible comercialment de les empreses subministradores de productes químics.
Diluir solució s del 30 al 40% de MEKP són utilitzats a la indústria i pels aficionats com a catalitzador que inicia el  crosslinking de resina de polièster insaturada s que s'utilitza a fibra de vidre, i fosa. Per a aquesta aplicació, MEKP es dissol en dimetil ftalat, ciclohexà peròxid o dialil ftalat per reduir la sensibilitat al xoc. El peròxid de benzoil es pot utilitzar amb el mateix propòsit.
El MEKP és un irritant greu de la pell i pot causar danys corrosius o ceguesa progressius.